# La Boissière-de-Montaigu
La Boissière-de-Montaigu is een gemeente in het Franse departement Vendée (regio Pays de la Loire) en telt 1568 inwoners (1999). De plaats maakt deel uit van het arrondissement La Roche-sur-Yon.

## Geografie
De oppervlakte van La Boissière-de-Montaigu bedraagt 29,3 km², de bevolkingsdichtheid is 53,5 inwoners per km².
De onderstaande kaart toont de ligging van La Boissière-de-Montaigu met de belangrijkste infrastructuur en aangrenzende gemeenten.

## Demografie
Onderstaande figuur toont het verloop van het inwonertal (bron: INSEE-tellingen).

1. ↑  Populations de référence 2022.